# Зяблюк Михайло Павлович
Миха́йло Па́влович Зяблю́к — (нар. 17 січня 1939, Романківці, тепер Сокирянський район Чернівецька область) — український видавець, журналіст, правознавець, кандидат юридичних наук (1974). Заслужений працівник культури України. Лауреат Міжнародної премії імені Дмитра Нитченка.

## Життєве кредо Михайла Зяблюка
Коли чогось постійно прагнеш, ставиш мету — обов'язково досягнеш її.

## Біографія
Народився 17 січня 1939 року в селі Романківці, тепер Сокирянського району Чернівецької області. У 1963 році закінчив факультет журналістики Львівського держуніверситету імені Івана Франка, у 1974 році — Академію суспільних наук у Москві по кафедрі держави і права, здобув ступінь кандидата юридичних наук. З 1956 року працював у пресі: два роки (1956—1958) коректором, літпрацівником у Сокирянській районній газеті «Колгоспне життя» (тепер «Дністрові зорі»), редактором районного радіомовлення у Сокирянах Чернівецької області, відтак — відповідальним секретарем Красилівської районної газети «Прапор комунізму» Хмельницької області, літературним працівником Одеської обласної газети «Чорноморська комуна», завідувачем відділу теорії і практики ідейно-виховної роботи, згодом заввідділу міжнародного життя журналу «Комуніст України» (1974—1979). Впродовж 1966—1971 років та 1980—1986 років був на партійній роботі: в апараті Львівського обкому — інструктор з питань преси і ЦК Компартії України — консультант, завідувач сектора газет і журналів.

## М.П.Зяблюк— видавець
Видавничою справою займається з 1963 року: редактор видавництва «Каменяр» (Львів, до 1966 року), головний редактор видавничого об'єднання «Вища школа» (Київ, 1979—1980 роки). Від 1986 року — у видавництві «Українська радянська енциклопедія» (керівник М. П. Бажан): заступник головного редактора, головний редактор, виконувач обов'язки директора, а з 1998 р. — директор.

## Наукові інтереси
М. П. Зяблюк публікується з 1954 року. У колі його наукових і публіцистичних інтересів — політично-правові погляди сучасного лівого екстримізму, проблеми політичної організації суспільства, політичної культури, суспільно-політичні функції преси, видавничої справи.

## Авторські праці
- Політична інформація в газеті (1969).
- Дієвість друкованого слова (1969).
- Критика сучасних анархістських державно-правових поглядів (1974).
- Критика політичних поглядів сучасного анархізму (1974).
- Лівий екстримізм — зброя світової реакції" (1980),
- Прискорення" (1986),
- Рукотвориний пам'ятник часові. Українська енциклопедія: вчора, сьогодні. А завтра?" (1998).
- Інтелектуальний паспорт держави (1999).
- Енциклопедист"…

М. П. Зяблюк — керівник науково-редакційної підготовки фундаментальних енцеклопедичних видань: Українська літературна енциклопедія в 5 томах, 2-томна Червона книга України (1994—1996), Енциклопедія української мови (1999), довідник «Живий світ геральдики» (1997) та інших. Заступник голови редколегії і керівник науково-редакційної підготовки Юридичної енциклопедії.

## Енциклопедична діяльність
Останніми роками у видавництві «Українська енциклопедія» вийшли такі капітальні праці як 3-томна Географічна Енциклопедія України, 6-томна Юридична енциклопедія, енциклопедія «Українська мова», 1-й том енциклопедії «Мистецтво України», «Кореневий гніздовий словник української мови» та інші. Здійснюється великий видавничий проєкт — Звід пам'яток історії і культури України (26 томів у понад 100 книгах), розпочата робота над Малою національною енциклопедією України, багатотомною «Енциклопедією міст і сіл України». У цих виданнях — велика частка праці М. П. Зяблюка як керівника і розробника багатьох видавничих проєктів, відповідального редактора, автора.

## Відзнаки, нагороди
Самовіддана праця, висока професійна майстерність пошанована державою, громадськістю. Він нагороджений кількома медаллями, Грамотою Верховної Ради України, почесними відзнаками Київської міської держадміністрації та Українського фонду культури.